# Helmut Weber (Theologe)

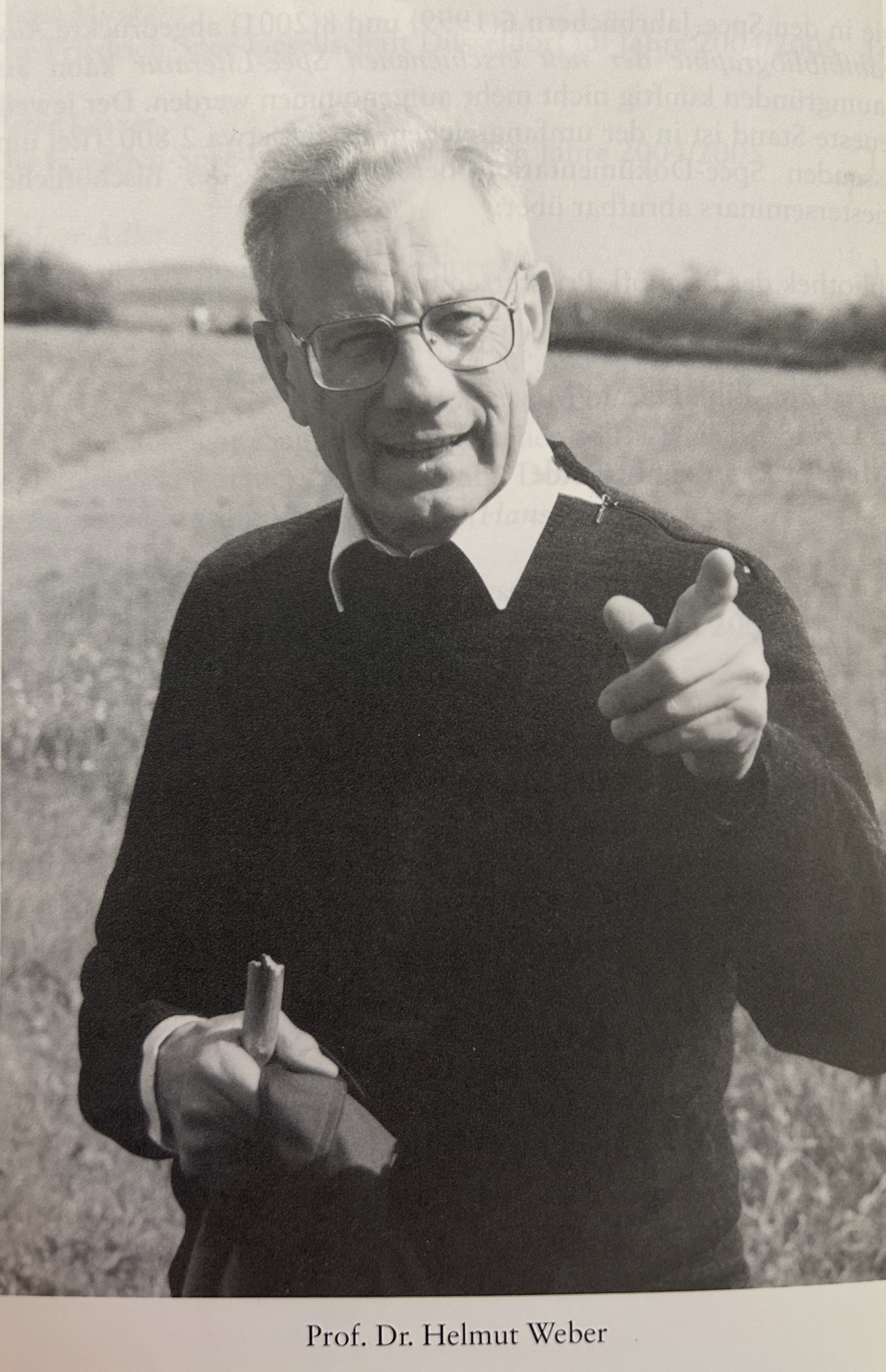

Helmut Weber (* 27. August 1930 in Oberwinter; † 7. Juli 2005 in Trier) war ein deutscher Moraltheologe. Er lehrte von 1966 bis 1997 an der Theologischen Fakultät Trier Moraltheologie; von 1979 bis 1987 war er Rektor der Hochschule. Der Trierer Bischof ernannte ihn 1985 zum Domkapitular.
Nach seinem Abitur 1951 entschied sich Weber für den Priesterberuf. Als Alumnus des Collegium Germanicum et Hungaricum studierte er bis 1955 katholische Theologie in Rom. 1956 empfing er die Priesterweihe. 1960 wurde er an der Päpstlichen Universität Gregoriana mit einer moraltheologischen Arbeit über "Die Neuheit des Gebotes der Nächstenliebe im Neuen Testament" zum Doktor der Theologie promoviert. 1965 folgte an der Universität Würzburg die Habilitation in Moraltheologie mit einer Arbeit über "Sakrament und Sittlichkeit – eine moralgeschichtliche Untersuchung zur Bedeutung der Sakramente in der deutschen Moraltheologie der ersten Hälfte des 19. Jahrhunderts". 1966 wurde er auf den Lehrstuhl für Moraltheologie der Theologischen Fakultät Trier berufen. Diesen Lehrstuhl hatte er insgesamt 30 Jahre bis zu seiner Emeritierung im Jahr 1997 inne. Er bildete damit die folgenden Theologen und Bischöfe in Moraltheologie aus: Georg Bätzing (Studium in Trier 1980–1985), Stephan Ackermann (Studium in Trier 1981–1983), Felix Genn (Studium in Trier 1969–1974) und Helmut Dieser (Studium in Trier 1982–1989).
Seine Allgemeine Moraltheologie von 1991 und seine Spezielle Moraltheologie von 1999 wurden jeweils in mehrere Sprachen übersetzt. Letztere ist ein monographischer Versuch, „die Verwirklichung der christlichen Ethik in den verschiedensten Lebensbereichen neu darzulegen, u. a. im Bereich unserer zwischenmenschlichen Beziehungen, unseres Körpers und des Lebens, im Bereich der Fortpflanzung und des Lebensschutzes, der Gentechnik und der Organverpflanzung, der Todesstrafe und der Selbsttötung, der Euthanasie und des Krieges, schließlich der Ehe und der menschlichen Sexualität“.
Weber war einer der bedeutsamsten katholischen Moraltheologen der zweiten Hälfte des 20. Jahrhunderts. Zu seinem 65. Geburtstag (1995) widmeten ihm zahlreiche bedeutsame Theologen seiner Zeit (u. a. Eberhard Schockenhoff, Alfons Auer, Konrad Hilpert, Dietmar Mieth) eine Festschrift, die im Paulinus Verlag Trier erschien. Einer der akademischen Schüler Webers ist Johannes Reiter.

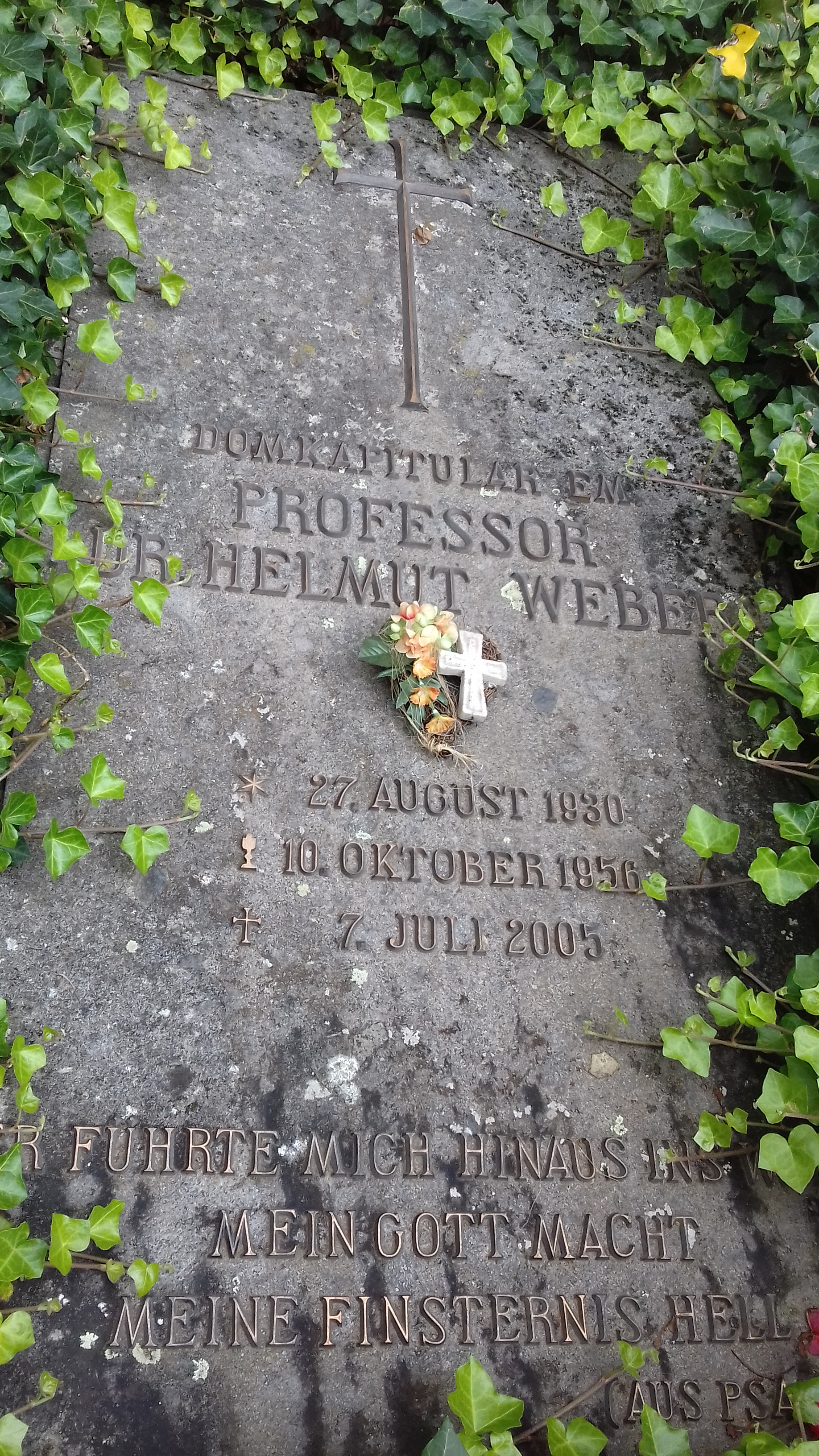
Grabstein Helmut Webers im Innenhof des Kreuzgangs des Trierer Doms

Beerdigt wurde Weber am 14. Juli 2005 im Innenhof des Kreuzgangs des Trierer Doms. Unter den Trauergästen waren u. a. der damalige Bischof von Trier Reinhard Marx sowie der Bischof von Speyer, Anton Schlembach, ein Studienkollege von Weber. Auf seinem Grabstein stehen Psalm 18, Verse 20 und 29: „Er führte mich hinaus ins Weite. Mein Gott macht meine Finsternis hell.“

## Werke
- Allgemeine Moraltheologie: Ruf und Antwort, Verlag Styria, Graz-Wien-Köln 1991, ISBN 3-222-12053-6.
- Spezielle Moraltheologie, Graz-Wien-Köln 1999, ISBN 3-222-12744-1.
- Dietmar Mieth, Helmut Weber (Hgg.): Anspruch der Wirklichkeit und christlicher Glaube. Probleme und Wege theologischer Ethik heute. Festschrift zu Alfons Auers 65. Geburtstag. Düsseldorf 1980.
- Die Neuheit des Gebotes der Nächstenliebe im Neuen Testament, Rom 1962
- Sakrament und Sittlichkeit: eine moralgeschichtliche Untersuchung zur Bedeutung der Sakramente in der deutschen Moraltheologie der ersten Hälfte des 19. Jahrhunderts, Regensburg (Pustet) 1966
- Der ethische Kompromiss, hrsg. von Helmut Weber, Freiburg in der Schweiz (Universitätsverlag) 1984
- Aus reichen Quellen leben – Ethische Fragen in Geschichte und Gegenwart Helmut Weber zum 65. Geburtstag / hrsg. von Hans-Gerd Angel, Johannes Reiter und Hans-Gerd Wirtz, Trier (Paulinus) 1995
- Friedrich Spee (1591–1635): Leben und Werk und sein Andenken in Trier, Trier (Paulinus), 3. Auflage 2007 (gemeinsam mit Gunther Franz)
- als Herausgeber: Theologia moralis explicata. Ein Friedrich Spee zugeschriebenes Werk aus der Zeit des Dreißigjährigen Krieges, Spee Buchverlag Trier 1996.
- zahlreiche Aufsätze in der Trierer Theologische Zeitschrift (etwa: TrThZ 1994, S. 161 ff.: Zur Enzyklika „Veritatis Splendor“ – Erinnerungen an Fundamente oder Stolpersteine?)